# Jessern

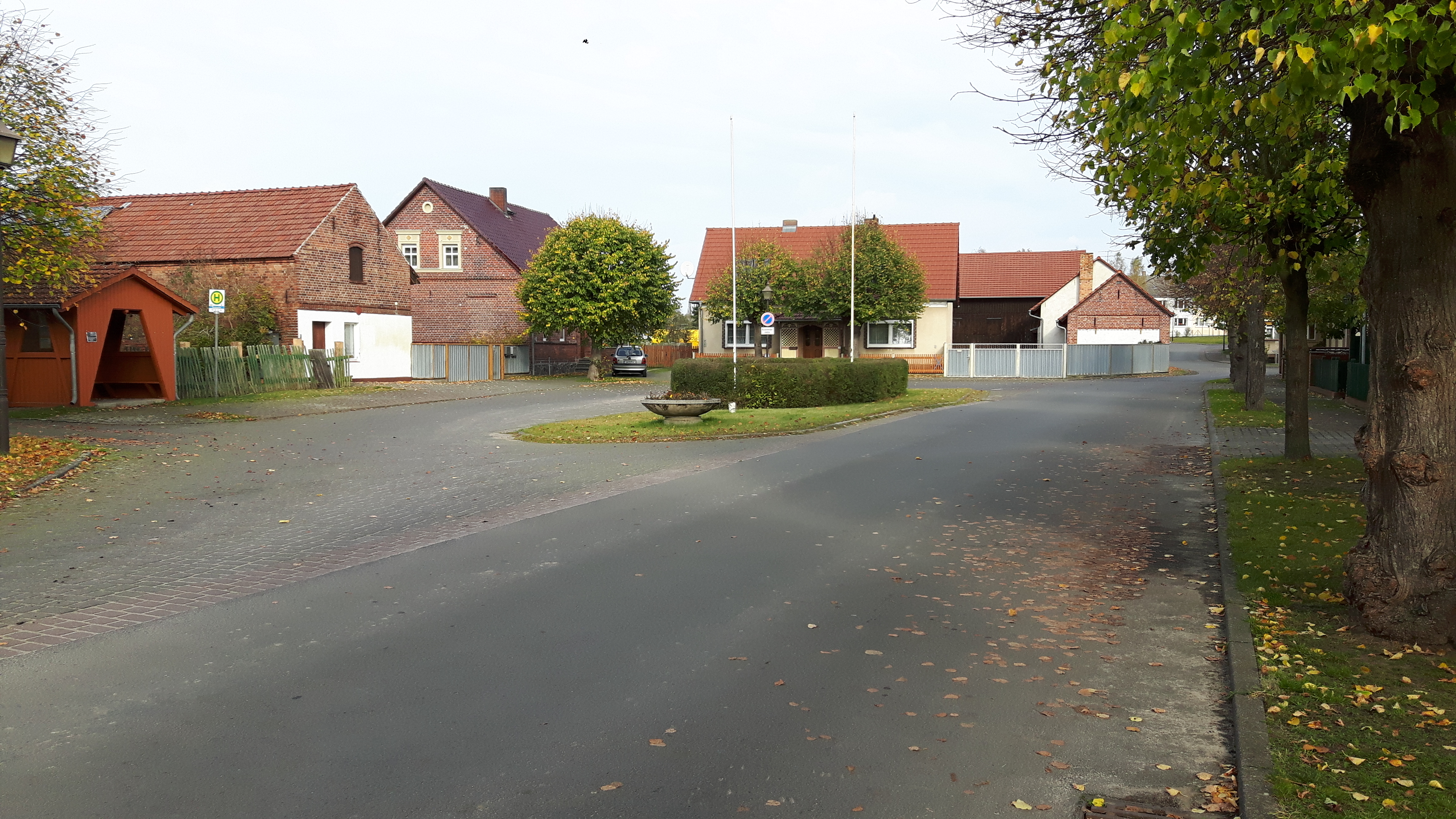
Jessern

Jessern (niedersorbisch Jaserń) ist ein Ortsteil der Gemeinde Schwielochsee im Landkreis Dahme-Spreewald in Brandenburg. Bis zur Eingemeindung nach Schwielochsee am 26. Oktober 2003 war Jessern eine eigenständige Gemeinde, die vom Amt Lieberose verwaltet wurde.

## Lage
Jessern liegt in der Niederlausitz etwa neun Kilometer nordwestlich der Stadt Lieberose und etwa 25 Kilometer nordöstlich von Lübben. Umliegende Ortschaften sind Zaue im Norden, Speichrow im Nordosten, die Lieberoser Ortsteile Goschen im Osten und Doberburg im Südosten, Lamsfeld im Süden, Mochow im Südwesten, Goyatz im Westen sowie Ressen im Nordwesten.
Jessern ist im Westen und Norden vom Schwielochsee umgeben. In der Gemarkung Jesserns verlaufen die Bundesstraße 320 von Lübben nach Guben und die Landesstraße 441 nach Friedland.

## Geschichte
Das Sackgassendorf Jessern wurde erstmals im Jahr 1470 urkundlich erwähnt. Der Ortsname stammt aus dem Sorbischen und bedeutet „Ort am See“, was auf die Lage des Dorfes bezogen ist. Das Dorf war in Besitz der Grafen von Schulenburg. Zwischen 1647 und etwa Mitte des 19. Jahrhunderts war Jessern Teil der Herrschaft Lieberose.
Jessern ist heute vor allem ein Bade- und Ausflugsort. Der Ort verfügt am Schwielochsee über einen Badestrand. Des Weiteren führen zahlreiche Rad- und Wanderwege durch Jessern. In Jessern gibt es einen Campingplatz.
Nach dem Wiener Kongress kam Jessern als Teil der Niederlausitz an das Königreich Preußen. Dort lag der Ort im Landkreis Lübben im Regierungsbezirk Frankfurt. Am 25. Juli 1952 wurde die Gemeinde dem neu gebildeten Kreis Lübben im Bezirk Cottbus zugeordnet. Nach der Wende in der DDR lag Jessern im Landkreis Lübben in Brandenburg. Am 1. Oktober 1992 schloss sich Jessern dem Amt Lieberose an. Nach der brandenburgischen Kreisreform  am 6. Dezember 1993 kam die Gemeinde schließlich zum neu gebildeten Landkreis Dahme-Spreewald. Am 26. Oktober 2003 wurde Jessern zusammen mit den Gemeinden Goyatz, Lamsfeld-Groß Liebitz, Mochow, Ressen-Zaue und Speichrow zu der neuen Gemeinde Schwielochsee zusammengeschlossen.

## Bevölkerungsentwicklung
| 1875 | 240 | 1939 | 165 | 1981 | 186 |
| 1890 | 238 | 1946 | 301 | 1985 | 179 |
| 1910 | 202 | 1950 | 266 | 1989 | 201 |
| 1925 | 193 | 1964 | 188 | 1995 | 238 |
| 1933 | 180 | 1971 | 171 | 2002 | 283 |

## Persönlichkeiten
- Fryco Rocha (1863–1942), niedersorbischer Lehrer, Schriftsteller und Volksdichter, Namensgeber einer Jugendherberge in Jessern

## Nachweise
1. ↑  Gemeinde- und Ortsteilverzeichnis des Landes Brandenburg. Landesvermessung und Geobasisinformation Brandenburg (LGB), abgerufen am 2. Oktober 2021.
2. ↑  Reinhard E. Fischer: Die Ortsnamen der Länder Brandenburg und Berlin: Alter - Herkunft - Bedeutung. be.bra Wissenschaft, 2005, S. 73.
3. ↑  Der Ortsteil Jessern. In: lieberose-oberspreewald.de. Amt Lieberose/Oberspreewald, abgerufen am 19. Oktober 2017.
4. ↑  Jessern im Geschichtlichen Ortsverzeichnis. Abgerufen am 19. Oktober 2017.
5. ↑  Historisches Gemeindeverzeichnis des Landes Brandenburg 1875 bis 2005. (PDF; 331 KB) Landkreis Dahme-Spreewald. Landesbetrieb für Datenverarbeitung und Statistik Land Brandenburg, Dezember 2006, abgerufen am 19. Oktober 2017.